# كيم جو-يونغ
كيم جو-يونغ (الكورية: 김주영) هو لاعب كرة قدم كوري جنوبي في مركزي قلب الدفاع والدفاع، ولد في 9 يوليو 1988 في سول في كوريا الجنوبية. شارك مع منتخب كوريا الجنوبية تحت 23 سنة لكرة القدم ومنتخب كوريا الجنوبية لكرة القدم. أما مع النوادي، فقد لعب مع نادي سول ونادي شانغهاي إس آي بي جي.

## وصلات خارجية
- كيم جو-يونغ على موقع دوري كوريا الجنوبية (الإنجليزية)
- كيم جو-يونغ على موقع قاعدة بيانات كرة القدم.إي يو (الإنجليزية)
- كيم جو-يونغ على موقع ناشيونال فوتبول تيمز (الإنجليزية)
- كيم جو-يونغ على موقع Soccerway.com (الإنجليزية)
- كيم جو-يونغ على موقع AS.com (الإسبانية)